# Amblopala avidiena
Amblopala avidiena is een vlinder uit de familie van de Lycaenidae. De wetenschappelijke naam van de soort werd als Amblypodia avidiena in 1877 gepubliceerd door William Chapman Hewitson.

## Ondersoorten
- Amblopala avidiena avidiena
- Amblopala avidiena astrape Fruhstorfer, 1915
- Amblopala avidiena pherenice Fruhstorfer, 1915
- Amblopala avidiena y-fasciata (Sonan, 1929)
  - = Zephyrus y-fasciatus Sonan, 1929
  - = Zephyrus katakirii Sonan, 1933
- Amblopala avidiena nepalica Eliot, 1987